# Diritti LGBT in Turkmenistan
I diritti LGBT in Turkmenistan sono soggetti a restrizioni legali e sociali. Solo l'omosessualità maschile è considerata un reato, il che rende il Paese uno dei due Stati post-sovietici, insieme all'Uzbekistan, a criminalizzarla.

## Legge sull'attività sessuale tra persone dello stesso sesso
Codice penale del 1997 (entrato in vigore il 1º gennaio 1998):
Capitolo 18: Crimini contro la moralità:
Sezione 135: atti omosessuali:
"(1) Gli atti omosessuali, cioè i rapporti sessuali tra uomini, devono essere puniti con una pena detentiva fino a due anni."

## Società e cultura
In Turkmenistan non esiste una società civile, i media sono interamente di proprietà dello Stato e condurre indagini sul campo è molto difficile. Queste condizioni rendono scarsa la disponibilità di dati di sorveglianza sui diritti LGBT e sulle questioni connesse. Tuttavia, i resoconti delle conseguenze extragiudiziali dell’essere gay includono: violenza sponsorizzata dallo Stato, inclusa la tortura durante il processo di indagine penale; e attacchi di vigilanti, soprattutto in prigione. Nell'ottobre 2019, un medico gay è stato torturato dall'apparato statale per un lungo periodo di tempo, prima di scomparire temporaneamente. Nel maggio 2020, diverse figure note del mondo della moda sono state arrestate con l'accusa di omosessualità. Le lesbiche turkmene hanno ottenuto asilo negli Stati Uniti. È stato documentato che gli omosessuali hanno cercato rifugio nell'Unione Europea.

## Tabella riassuntiva
| Depenalizzazione dell'omosessualità                                                                           | maschile (fino a 2 anni di carcere) / femminile |
| Uguale età del consenso rispetto agli eterosessuali                                                           | maschile / femminile                            |
| Divieto di discriminazione nel posto di lavoro                                                                | No                                              |
| Divieto di discriminazione nella fornitura di beni e servizi                                                  | No                                              |
| Leggi anti-discriminazione in tutti gli altri settori (inclusa discriminazione diretta ed espressioni d'odio) | No                                              |
| Matrimonio egualitario                                                                                        | No                                              |
| Unione civile                                                                                                 | No                                              |
| Step-child adoption                                                                                           | No                                              |
| Adozione congiunta per le coppie dello stesso sesso                                                           | No                                              |
| Diritto per le persone LGBT di poter servire nelle forze armate                                               |                                                 |
| Diritto di cambiare genere legale                                                                             | No                                              |
| Maternità surrogata per le coppie omosessuali                                                                 | No                                              |
| Accesso alla fecondazione in vitro per le lesbiche                                                            | No                                              |
| Permesso di donare il sangue                                                                                  | No                                              |